# Milan Vader
Milan Vader (født 18. februar 1996 i Middelburg) er en cykelrytter fra Holland, der er på kontrakt hos Q36.5 Pro Cycling Team.